# Jezioro Zdryńskie
Jezioro Zdryńskie (dawniej: Zdrężno, Zdrinski See, Dreibuchten See) – jezioro w Polsce w województwie warmińsko-mazurskim, w powiecie iławskim, w gminie Zalewo. Położone jest na południowy zachód od wsi Jerzwałd.
Według danych uzyskanych poprzez planimetrię jeziora na mapach w skali 1:50 000 według Państwowego Układu Współrzędnych 1965, zgodnie z poziomem odniesienia Kronsztadt powierzchnia zbiornika wodnego to 4 ha.
Według danych z 1973 jezioro miało powierzchnię 7,12 ha. Według danych Grudniewskiego z 1974 roku jezioro miało powierzchnię 5,2 ha, głębokość ok. 10 m i zaklasyfikowane było jako linowo-szczupakowe.